# Uádi Noun
O Rio ou Uédi Noun, também chamado no passado Wad-i-Noun, Wad al Aksa, Oued Assaka ou Uad Asaca é o último curso de água permanente a norte do deserto do Saara. Situa-se no sul de Marrocos, na região de Guelmim, cerca de 70 km a norte do rio Drá. Nasce nas vertentes sul do Antiatlas e desagua no Oceano Atlântico em Fum Assaca, na região de Esbuia.
O uádi dá o seu nome a uma aldeia da região de Esbuia e à área circundante. Perto da foz deve ter existido um porto espanhol, San Miguel de Assaca ou San Miguel de Saca, que servia de testa de ponte para as incursões espanholas vindas das Canárias ou da Espanha continental. O rio constituía a fronteira sul da província colonial espanhola de Ifni.